# ミシシッピの夜
『ミシシッピの夜』 （ 英： The Delta ）は、1996年に製作されたアメリカの映画。監督はアイラ・サックス。
日本では、1998年（第7回）東京国際レズビアン&ゲイ映画祭（15日・22日）にて上映された。アンドリュー・ポーター監督の短編映画『見知らぬ顔』が同時上映された。

## キャスト
- リンカーン：シェーン・グレイ
- ミン：タン・チャン
- モニカ：レイチェル・ザン・ハス
- リッキー
- デヴィッド